# Monte Ross

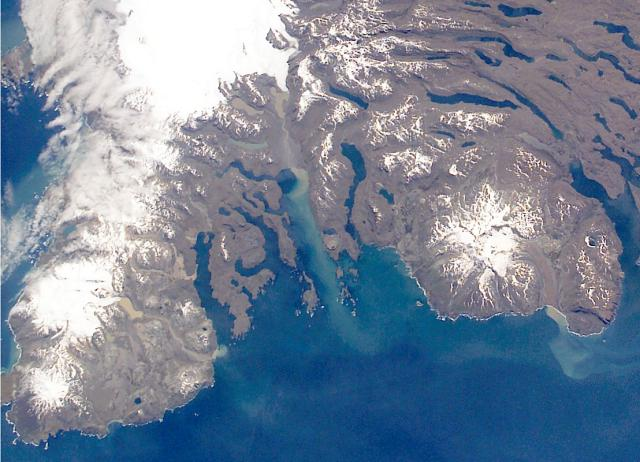
Imagen Satélite de una parte del archipiélago de los Kerguelen con el mont Ross (mancha blanca a la derecha), el glaciar Cook (mancha blanca a izquierda) y la península Rallier del Baty (a la izquierda).

El monte Ross es un volcán, punto culminante del archipiélago de los Kerguelen y de la gran Tierra, en el Océano Índico, con 1850 m  de altitud.

## Toponimia
Bautizado « mont Ross » por la expedición del HMS Challenger en 1874 en homenaje al explorador polar sir James Clark Ross (1800-1862) que visitó el archipiélago en 1840, el uso ha dado luego el nombre de Grande Ross y de Petit Ross a esta montaña muy cercana de la costa y que las balleneros del siglo XIX apodaban «mont Fourchu» y «pic Enneigé», (en inglés: Forked Mount, Snowy Peak).

## Geografía
El monte Ross es una montaña escarpada, cubierta en parte de glaciares y de difícil de acceso. Ubicado sobre la península Gallieni en el Sur de Gran Tierra, presenta una cumbre doble con el Grande Ross, el más elevado, y el Petit Ross culminando a 1721 m de altitud. Estas dos cumbres constituyen el reborde occidental de una caldera abierta a caballo hacia el este. En esta caldera donde nace el glaciar Buffon se encuentran dos pequeñas cumbres, el pico del Cratère y el pitón Central. Las caras meridionales y occidentales de la montaña se sumergen hacia Océano Índico mientras que la caldera da cara hacia el este a los montes Andrée Aubert de la Rüe y que la cara septentrional está enlazada a las demás cumbres de la península Gallieni.

## Historia
El monte Ross fue escalado por primera vez en 1975 por los alpinistas franceses Jean Afanassieff y Patrick Cordier, resultando así la última cumbre francesa en haber sido vencida. El  26 de noviembre de 2001, el grupo militar de alta montaña consiguió la segunda ascensión de la cumbre que inaugura una variante en la cara norte.